# Transekt (Stadtplanung)
Das urban-to-rural transect ist ein Stadtplanungsmodell von Andrés Duany. Ein Transekt definiert hier eine Zone, in der ein Übergang von zerstreut liegenden ländlichen Häusern zu einem dicht besiedelten Gebiet vollzogen wird. Jede Zone reproduziert aufs Neue den Übergang zu einer urbanen Stadtmitte. Der Transekt Duanies ist ein wichtiges Element des New Urbanism.